# Équipe cycliste Ningxia Sports Lottery Continental
L'équipe cycliste Ningxia Sports Lottery Continental est une équipe cycliste chinoise, active entre 2014 et 2022 avec le statut d'équipe continentale.

## Classements UCI
L'équipe participe aux épreuves des circuits continentaux et en particulier de l'UCI Asia Tour. Les tableaux ci-dessous présentent les classements de l'équipe sur les différents circuits, ainsi que son meilleur coureur au classement individuel.
UCI Asia Tour
| UCI Asia Tour | UCI Asia Tour          | UCI Asia Tour                             | UCI Asia Tour |
| Année         | Classement par équipes | Meilleur coureur au classement individuel |               |
| ------------- | ---------------------- | ----------------------------------------- | ------------- |
| 2014          | 64e                    | Tuguldur Tuulkhangai (157e)               |               |
| 2015          | 34e                    | -                                         |               |
| 2017          | 21e                    | -                                         |               |
| 2018          | 26e                    | Oleksandr Polivoda (77e)                  |               |
| 2019          | 14e                    | Bai Lijun (186e)                          |               |
| 2020          | 5e                     | Bai Lijun (92e)                           |               |
| 2022          | 43e                    | Rustom Lim (340e)                         |               |
|               |                        |                                           |               |
| Source : UCI  |                        |                                           |               |

UCI Europe Tour
| UCI Europe Tour | UCI Europe Tour        | UCI Europe Tour                           | UCI Europe Tour |
| Année           | Classement par équipes | Meilleur coureur au classement individuel |                 |
| --------------- | ---------------------- | ----------------------------------------- | --------------- |
| 2018            | 76e                    | Oleksandr Polivoda (245e)                 |                 |
| 2019            | -                      | Geórgios Boúglas (313e)                   |                 |
|                 |                        |                                           |                 |
| Source : UCI    |                        |                                           |                 |

L'équipe est également classée au Classement mondial UCI qui prend en compte toutes les épreuves UCI et concerne toutes les équipes UCI.
| Classement mondial | Classement mondial     | Classement mondial                        | Classement mondial |
| Année              | Classement par équipes | Meilleur coureur au classement individuel |                    |
| ------------------ | ---------------------- | ----------------------------------------- | ------------------ |
| 2018               | -                      | Oleksandr Polivoda (277e)                 |                    |
| 2019               | 104e                   | Geórgios Boúglas (394e)                   |                    |
| 2020               | 66e                    | Bai Lijun (1375e)                         |                    |
| 2022               | 207e                   | Rustom Lim (2885e)                        |                    |
|                    |                        |                                           |                    |
| Source : UCI       |                        |                                           |                    |

## Ningxia Sports Lottery Continental Team en 2022
| Cycliste        | Date de naissance | Nationalité | Équipe 2021                                         |  |
| --------------- | ----------------- | ----------- | --------------------------------------------------- |  |
| Bai Jiaqing     | 1er octobre 2003  | Chine       |                                                     |  |
| Warren Bordeos  | 22 août 1997      | Philippines | 7 Eleven Cliqq Roadbike Philippines (2018)          |  |
| Hu Renhao       | 4 juin 2001       | Chine       | Ningxia Sports Lottery Continental Team             |  |
| Li Shan         | 23 janvier 1996   | Chine       | Ningxia Sports Lottery Continental Team             |  |
| Rustom Lim      | 8 juillet 1993    | Philippines | 7 Eleven Cliqq-air21 by Roadbike Philippines (2020) |  |
| Liu Wenxiao     | 13 février 2003   | Chine       |                                                     |  |
| Edwin Parra     | 8 juillet 1984    | Colombie    | Ningxia Sports Lottery Livall Gusto (2019)          |  |
| Alwyn Steenkamp | 18 avril 1996     | Namibie     |                                                     |  |
| Sun Zhengshuai  | 22 décembre 1996  | Chine       | Ningxia Sports Lottery Continental Team             |  |
| Zhang Chunlong  | 3 octobre 1989    | Chine       | Ningxia Sports Lottery Continental Team             |  |